# Promachus duvaucelii
Promachus duvaucelii là một loài ruồi trong họ Asilidae. Promachus duvaucelii được Macquart miêu tả năm 1838. Loài này phân bố ở miền Ấn Độ - Mã Lai.